# Problème de la somme nulle
Pour les articles homonymes, voir Théorème d'Erdős.
En théorie des nombres, les problèmes de la somme nulle forment une classe de questions combinatoires. Dans un groupe abélien fini G, le problème de la somme nulle est de déterminer, pour tout entier n > 0, le plus petit entier k tel que toute suite de k éléments de G contienne une sous-suite de n termes de somme 0.
En 1961, Paul Erdős, Abraham Ginzburg et Abraham Ziv ont démontré que pour G égal au groupe additif de l'anneau ℤ/nℤ, ce plus petit k vaut 2n – 1. Ce résultat, appelé le théorème d'Erdős-Ginzburg-Ziv ou « théorème EGZ », peut se déduire du théorème de Cauchy-Davenport.
Il possède des généralisations comme le théorème d'Olson, la conjecture de Kemnitz (démontrée par Christian Reiher en 2003) et le « théorème EGZ pondéré » (démontré par David J. Grynkiewicz en 2005).